# Uchū Ace
Uchū Ace (jap.: 宇宙エース), auch als Space Ace oder Ring-O bekannt, ist eine japanische Manga-Serie von Tatsuo Yoshida, die zwischen 1964 und 1966 veröffentlicht wurde. Die Science-Fiction-Serie wurde als Animeserie adaptiert.

## Inhalt
Uchū Ace ist die Geschichte eines außerirdischen Jungen namens Uchū Ace, der von der Flotte seines Volkes getrennt wurde, als dieses auf der Suche nach einem neuen Heimatplaneten war. Ace landete auf der Erde, wo er von Professor Tatsunoko gefunden wird, der für Ace eine Vaterfigur wird. Zusammen mit dessen Tochter Asari, dem jungen Reporter Yadokari und dem Roboterhund Ebo beschützt er von da an die Erde vor angreifenden Aliens und andere Gefahren. Dabei nutzt Ace seine übermenschlichen Kräfte als Außerirdischer sowie die technische Unterstützung durch den Professor und seine Gefährten.

## Veröffentlichung
Der Manga erschien von 1964 bis 1966 im Magazin Shōnen Book beim Verlag Shūeisha.

## Verfilmungen
Der Manga wurde als Anime-Serie in Schwarzweiß adaptiert. Yoshida plante zunächst eine Zusammenarbeit mit Tōei Dōga, von beiden als Antwort auf die kurz zuvor sehr erfolgreiche Animeserie Astro Boy der Konkurrenz von Tōei gedacht. Diese Kooperation scheiterte, da Tōei die Rechte am Anime allein bei sich behalten wollte. So entstand die Serie beim neugegründeten Studio Tatsunoko Production als dessen erstes Werk. Viele der Beteiligten kamen nicht aus dem Filmgeschäft, sondern der Manga-Branche. Diese waren mit Animationstechniken noch wenig erfahren, übernahmen aber bald Methoden der Limited Animation, wie auch das noch junge Studio Mushi Production diese bei Astro Boy angewendet hatte. Regie führten Hiroshi Sasagawa und Toshio Kinoshita. Die Drehbücher schrieben neben Sasagawa Ichiro Wakabayashi, Jinzo Toriumi und Tadashi Hirose. Science-Fiction-Autor Rei Osumi wurde als Genre-Berater engagiert. Das Charakterdesign entwarf Ippei Kuri und die Animationsarbeiten leitete Tsuguyuki Kubo. Als Produzent war Kenji Yoshida verantwortlich.
Die insgesamt 52 je 25 Minuten langen Folgen wurden ab dem 8. Mai 1965 von Fuji TV ausgestrahlt. Die letzte Folge wurde am 28. April 1966 gezeigt. Später wurden sie auch in Mexiko und Brasilien sowie in Australien im Fernsehen gezeigt. Die erste Folge wurde in Farbe nachproduziert, um die Serie in die USA zu verkaufen, was jedoch erfolglos blieb.

### Synchronisation
| Rolle               | Japanische Sprecher (Seiyū) |
| ------------------- | --------------------------- |
| Uchū Ace            | Sumiko Shirakawa            |
| Professor Tatsunoko | Iemasa Kayumi               |
| Ibo                 | Kenji Utsumi                |
| Yadokari            | Kinya Aikawa                |
| Asari               | Mariko Mukai                |
| Doktor Montogomery  | Yutaka Ohyama               |
| Erzähler            | Takuya Fujioka              |

### Musik
Die Musik komponierten Akihiro Komori und Taku Izumi. Für den Vorspann verwendete man das Lied Hoshi no Honoo ni von Misuzu Jido Gasshōdan und Tokyo Konsei Gasshōdan.